# Dichochrysa inornata
Dichochrysa inornata är en insektsart som först beskrevs av Navás 1901.  Dichochrysa inornata ingår i släktet Dichochrysa och familjen guldögonsländor. Inga underarter finns listade i Catalogue of Life.